# قلعه‌سر (ساری)
قلعه‌سر، روستایی است از توابع بخش چهاردانگه شهرستان ساری در استان مازندران ایران.

## جمعیت
این روستا در دهستان پشتکوه قرار داشته و بر اساس آخرین سرشماری مرکز آمار ایران که در سال ۱۳۹۵ صورت گرفته، جمعیت آن ۳۸۱نفر (۱۳۵خانوار) بوده‌است.
روستای قلعه‌سر در سرشماری سال ۱۳۹۵
| شمار خانوار | جمعیت | زن  | مرد |
| ۱۳۵         | ۳۸۱   | ۱۸۴ | ۱۹۷ |